# Romain Martin
Romain Martin (ur. 12 lipca 1988 w Le Mans) – francuski lekkoatleta, wieloboista.
Podczas pobytu w USA z powodzeniem grał w koszykówkę.

## Osiągnięcia
| Rok  | Impreza                     | Miejsce | Konkurencja   | Lokata      | Wynik     |
| ---- | --------------------------- | ------- | ------------- | ----------- | --------- |
| 2011 | Puchar Europy w wielobojach | Toruń   | Dziesięciobój | 16. miejsce | 7482 pkt. |
| 2014 | Puchar Europy w wielobojach | Toruń   | Dziesięciobój | 8. miejsce  | 7709 pkt. |
| 2018 | Mistrzostwa Europy          | Berlin  | Dziesięciobój | 18. miejsce | 7022 pkt. |

Medalista mistrzostw NCAA.

## Rekordy życiowe
- Dziesięciobój lekkoatletyczny – 8138 pkt. (2014)
- Siedmiobój lekkoatletyczny – 5897 pkt. (2011)